# Walter Wiederhold

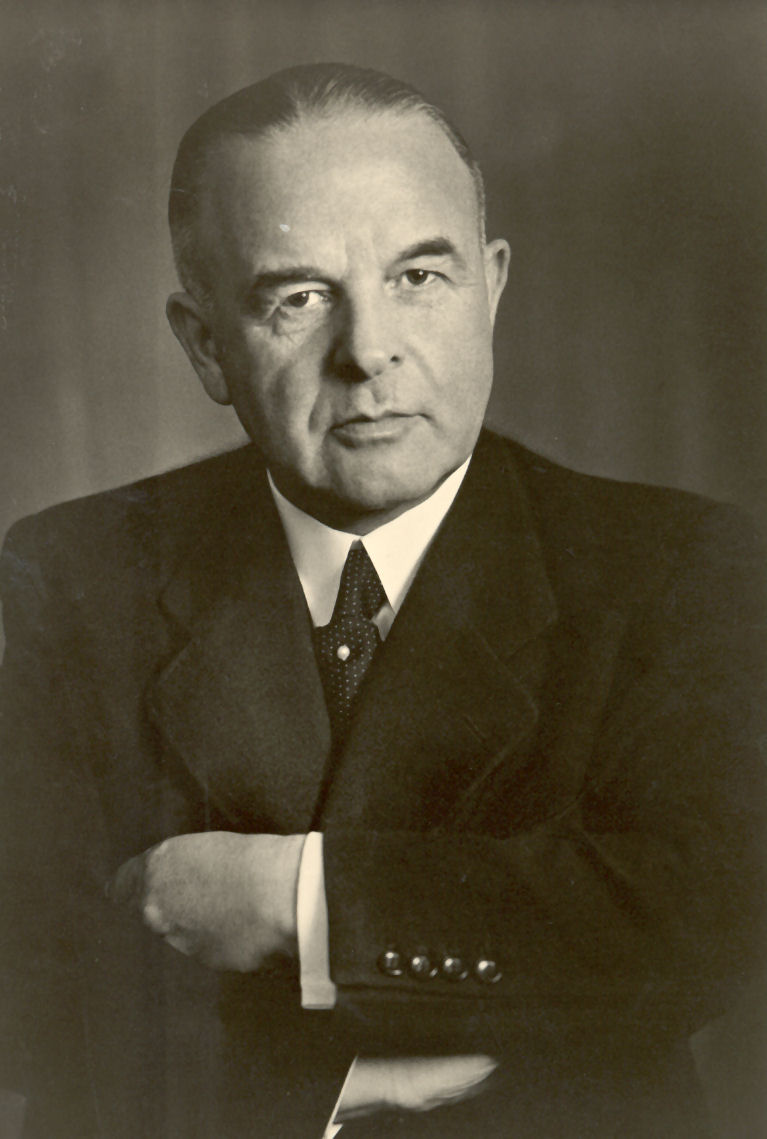
Walter Wiederhold (1885–1959)

Walter Wiederhold (* 16. November 1885 in Hilden; † 15. Juni 1959 in West-Berlin), Name laut Geburtsurkunde: Walther Johannes Wiederhold, war ein deutscher Unternehmer und Mitinhaber einer der größten Lackfabriken Deutschlands.

## Leben
Wiederholds Eltern waren Hermann Wiederhold (1852–1905) und Amalie Kopp (1857–1923). Walter Wiederhold studierte zunächst Lackchemie an der TH Darmstadt. Nach dem frühen Tod seines Vaters übernahm der damals gerade 20-Jährige mit seinem Bruder Hermann Wiederhold jun. (* 13. Mai 1881 in Hilden; † 26. Juni 1936 ebenda) die Leitung der Hermann Wiederhold Lackfabriken. Den Betrieb baute er kontinuierlich aus und machte ihn zu einem der führenden Unternehmen der deutschen und europäischen Lackindustrie. Während sich sein Bruder in der Hauptsache der kaufmännischen Führung des Unternehmens widmete, stellte Walter Wiederhold seine ganze Kraft und sein Können in den Dienst des Betriebes.
Er schuf bald nach seinem Eintritt in die Firma ein gut ausgerüstetes Lacklaboratorium zur Überwachung der eingehenden und zur Prüfung neuer Rohstoffe. Gleichzeitig diente das Laboratorium der Steigerung der Qualität bis dahin schon fabrizierter Lacktypen, der Entwicklung neuer Lacksorten und dem Studium neuer Verwendungsmöglichkeiten. Die Betriebsanlagen wurden erweitert und von Walter Wiederhold mit modernen Einrichtungen ausgestattet."
Den Ersten Weltkrieg hat Wiederhold vom ersten bis zum letzten Tag als Soldat in vorderster Front verbracht. Die Schwierigkeiten z. B. der Materialbeschaffung in der Weimarer Republik haben sein Bruder und er so gut gemeistert, dass sie 1922 ein Zweigwerk in Nürnberg erwerben konnten. Nach dem Tod seines Bruders Hermann entwickelte er das Werk zielstrebig weiter. Auch der Tod seines Sohnes Walter (1915–1941) als Soldat lähmte seine unternehmerische Tatkraft nicht. Seit 1935 war er als Wiederhold II Angehöriger des Corps Teutonia Bonn.

### NS-Zeit
Über seine Rolle in der Zeit des Nationalsozialismus berichtet Wiederhold laut Archivquellen: „Vor 1933 gehörte ich der Deutschnationalen Volkspartei an, …Der NSDAP trat ich im April 1936 bei. Mein Eintritt in die Partei erfolgte, nachdem ich jahrelang immer wieder von allen behördlichen Stellen gedrängt wurde, Mitglied zu werden. Da die wirtschaftliche Existenz meiner Firma und damit auch meiner Arbeiter und Angestellten von den Aufträgen der öffentlichen Wirtschaft wesentlich abhing, sah ich mich gezwungen, dem auf mich ausgeübten Druck nachzugeben und meinen Eintritt in die Partei zu erklären.“
Laut Presseberichten war er in der NS-Zeit erst 1936, also drei Jahre nach der Machtergreifung, in die  NSDAP eingetreten. An die Marschrichtung der Partei habe er sich, wie er sich rechtfertigend in einer Stellungnahme an die britische Militärregierung schreibt, aber nie gehalten, weshalb er selbst und seine Firma auch nie Auszeichnungen vom NS-Regime erhalten hätten. Die Familie hatte auch eine starke Bindung an die damalige Bekennende Kirche innerhalb der Evangelischen Kirche.
In den letzten Kriegsmonaten des Jahres 1945 konnte er in seiner Funktion als Stadtrat den örtlichen Befehlshaber von der Zerstörung wichtiger Industrieanlagen und Brücken in Hilden abhalten, wodurch die Versorgung der Stadt und der örtlichen Betriebe beeinträchtigt worden wäre. Am 16. April, nur etwa eine Stunde vor Einmarsch der US-Truppen, gab es plötzlich doch den Sprengbefehl. Wiederhold gelang es aber, den Kommandoführer so lange hinzuhalten, bis dieser seinen Auftrag nicht mehr ausführen konnte. Hilden wurde nicht zuletzt auf Drängen Wiederholds schließlich kampflos übergeben. Drei Wochen später endete der Zweite Weltkrieg mit der deutschen Kapitulation.
Die Angaben über seine Rolle bei der kampflosen Einnahme der Stadt Hilden durch die Amerikaner am 16. April 1945 wurde ihm 1946 von dem von den Amerikanern eingesetzten Bürgermeister Hermann Sayn ausdrücklich bestätigt.

### Nachkriegszeit
In der Nachkriegszeit gelang es ihm, die Firma auszubauen. Sie profitierte vom Wiederaufbau-Boom und dem deutschen Wirtschaftswunder der 1950er Jahre. Im März 1955 gehörte Wiederhold mit vier weiteren führenden Unternehmern der Stadt zu den Gründern der „Vereinigung Hildener Fabrikanten“, die 1965 in „Hildener Industrie-Verein e. V.“ umbenannt wurde und wesentlich zur Förderung der Wirtschaft, Infrastruktur und Ausbildung beitrug. Am 15. Juni 1959 kam er im Alter von 73 Jahren bei einem Verkehrsunfall in Berlin ums Leben. Seine Firma wurde zunächst von seiner Tochter Ellen Wiederhold (1921–1995), die Bürgermeisterin der Stadt Hilden wurde, weitergeführt. Später wurde die  Lackfabrik  von der Firma ICI Lacke und Farben übernommen, welche 2008 von der Firma AkzoNobel aufgekauft wurde.

## Ehrungen

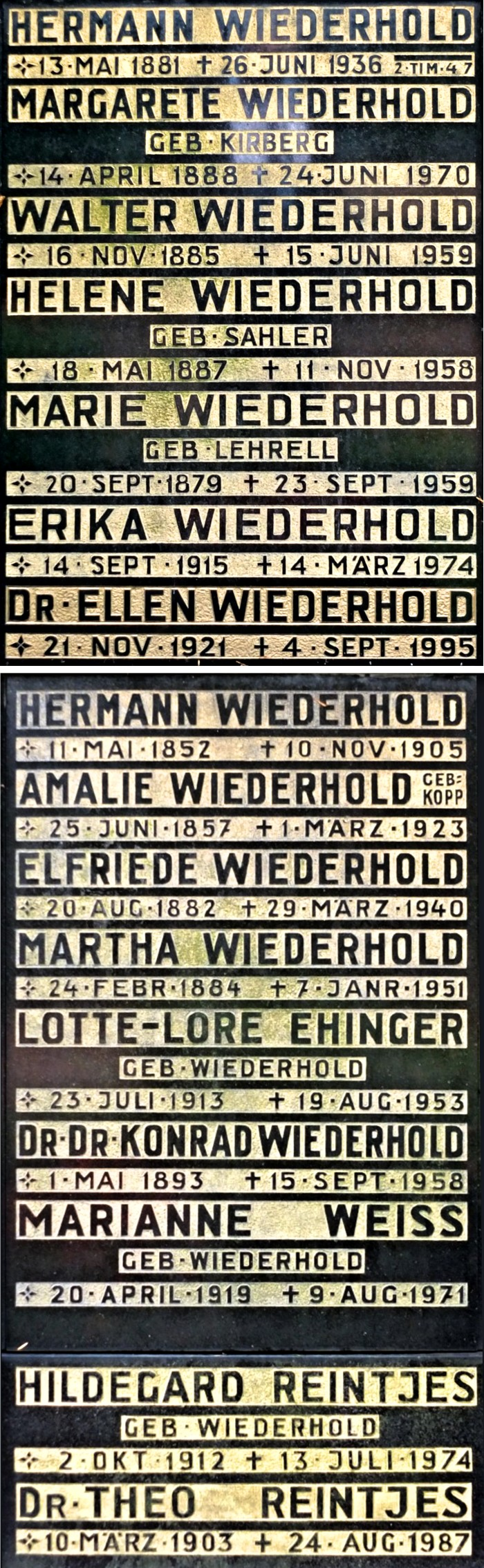
Familiengrab Wiederhold auf dem Hauptfriedhof in Hilden

- Die Gemeinde Etzen-Gesäß, Kreis Erbach, verlieh am 20. Mai 1950 Wiederhold das Ehrenbürgerrecht. Die Begründung im Ehrenbürgerbrief lautet:

„Er hat durch den Auf- und Ausbau seines hiesigen Zweigbetriebes der Gemeinde einen wirtschaftlichen und finanziellen Rückhalt und einer Anzahl Mitbürger eine Existenzgrundlage gegeben. Durch eine hochherzige Stiftung hat er es ermöglicht, die Walter Wiederhold Siedlung für die Neubürger zu bauen und damit die größte Wohnungsnot in der Gemeinde zu beheben.“
- Walter Wiederhold wurde für seine Verdienste um seine Heimatstadt Hilden 1952 zum Ehrenbürger ernannt.
- Auch die Stadt Singen am Hohentwiel verlieh ihm 1955 wegen seiner Verdienste um die Erhaltung der Burg die Ehrenbürgerwürde.
- Ebenso wurde ihm im Mai 1952 das Große Verdienstkreuz des Verdienstordens der Bundesrepublik Deutschland vom damaligen nordrhein-westfälischen Ministerpräsidenten Karl Arnold persönlich überreicht.
- Anlässlich seines 70. Geburtstages 1955 erhielt er die Ehrensenatorwürde der Technischen Universität Berlin als Anerkennung seiner Verdienste um die Forschung auf dem Gebiet des Anstrichwesens.

An den „großen Sohn“ der Stadt Hilden erinnern noch eine nach ihm benannte Straße; die  Walter-Wiederhold-Straße, zuvor Steinhofstraße, und eine Schule, die Walter-Wiederhold-Schule in der Düsseldorfer Straße 148 (nahe der ehemaligen Lackfabrik).